# Лесото на летних Олимпийских играх 1988
Королевство Лесото принимало участие в Летних Олимпийских играх 1988 года в Сеуле (Республика Корея) в четвёртый раз за свою историю, но не завоевало ни одной медали. Сборную страны представляли шесть спортсменов, который как и на предыдущей Олимпиаде выступали в боксе и лёгкой атлетике. Знаменосцем сборной Лесото был марафонец Нохеку Нтесо.

## Результаты

### Бокс
Спортсменов — 3
| Спортсмен       | Весовая категория | Первый раунд  | Второй раунд                   | Третий раунд             | Четвертьфинал        | Полуфинал            | Финал                | Финал                |
| Спортсмен       | Весовая категория | Соперник Счёт | Соперник Счёт                  | Соперник Счёт            | Соперник Счёт        | Соперник Счёт        | Соперник Счёт        | Место                |
| --------------- | ----------------- | ------------- | ------------------------------ | ------------------------ | -------------------- | -------------------- | -------------------- | -------------------- |
| Тебохо Матибели | до 51 кг          | —             | Марио Гонсалес Мексика П 0-5   | Завершил выступления     | Завершил выступления | Завершил выступления | Завершил выступления | Завершил выступления |
| Нкулу Мононтси  | до 71 кг          | —             | Мартин Киттель Швеция П 0-5    | Завершил выступления     | Завершил выступления | Завершил выступления | Завершил выступления | Завершил выступления |
| Селло Можела    | до 75 кг          | —             | Симон Стабблфилд Либерия В 5-0 | Генри Маске ГДР П снялся | Завершил выступления | Завершил выступления | Завершил выступления | Завершил выступления |

### Лёгкая атлетика
Спортсменов — 3
Мужчины
| Спортсмен      | Дисциплина | Первый раунд | Первый раунд | Четвертьфинал        | Четвертьфинал        | Полуфинал            | Полуфинал            | Финал                | Финал                |
| Спортсмен      | Дисциплина | Результат    | Место        | Результат            | Место                | Результат            | Место                | Результат            | Место                |
| -------------- | ---------- | ------------ | ------------ | -------------------- | -------------------- | -------------------- | -------------------- | -------------------- | -------------------- |
| Мотоби Харисе  | 100 м      | 10.97        | 5            | Завершил выступления | Завершил выступления | Завершил выступления | Завершил выступления | Завершил выступления | Завершил выступления |
| Мохала Мохлоли | Марафон    | н/д          | н/д          | н/д                  | н/д                  | н/д                  | н/д                  | 2:44:44              | 82                   |
| Нохеку Нтесо   | Марафон    | н/д          | н/д          | н/д                  | н/д                  | н/д                  | н/д                  | 2:29:44              | 61                   |